# 4Kids TV
4Kids TV (визуально пишется как 4K!DS TV) — бывшая детская интернет-сеть и субботний утренний блок компании Fox Broadcasting Company. Блок был частью программы передач каналов Fox. Телеканал 4Kids TV — результат четырёхлетнего соглашения, достигнутого в январе 2002 года между компаниями 4Kids Entertainment и Fox для трансляции продукции компании в эфире Fox на временной основе.

## История
Блок транслировался под названием «Fox Box» (с англ. — «Коробка Fox») c 14 сентября 2002 года как совместная работа Fox Broadcasting Company и 4Kids Entertainment,, заменив Fox Kids, который был закрыт после приобретения компании «Fox Family Worldwide» «The Walt Disney Company». Позднее переименован в «4Kids TV» 22 января 2005 года. 4Kids Entertainment несёт полную ответственность за содержание блока и собирает все рекламные доходы с него.
Программный блок транслировался по субботам утром в большинстве районов США, хотя некоторые станции транслировали его по воскресеньям. 4Kids фактически транслировал утренний блок на два канала — «Fox» и «Kids’WB» до 24 мая 2008 года. позднее блок вышел на канале The CW под названием «The CW4Kids».
Он был объявлен в ноябре 2008 года на место 4Kids TV, поскольку между Fox и 4Kids произошёл конфликт. Компания не заплатила сети деньги за арендованное место в эфире и ей не удалось сохранить время для трансляции блока из-за отказа партнёров. Блок завершён 27 декабря 2008 года.. Fox объявила, что эфирное время не будет использоваться для трансляции контента для детей, поскольку он не приносит рейтингов на фоне увеличения популярности и конкуренции в среде кабельных каналов для детей.. 3 января 2009 года сеть использовала два часа для других каналов, другие два часа — для рекламного шоу блока под названием Weekend Marketplace (с англ. — «Выходные — Торговая Площадка»). Логотип 4Kids TV использовался только в оформлении 4Kids Entartaiment и для блока «Toonzai» для трансляции за пределами Соединённых Штатов Америки.

## Список программ, транслировавшихся на 4Kids TV (Fox Box)

### 2002
- Ultraman Tiga (14 сентября 2002 — 1 марта 2003)
- Звёздные врата: Бесконечность (14 сентября 2002 — 15 марта 2003)
- Fighting Foodons (14 сентября 2002 — 30 августа 2003)
- Kinnikuman (14 сентября 2002 — 22 мая 2004; 10 июня 2006 — 19 августа 2006)
- Kirby: Right Back at Ya! (14 сентября 2002 — 6 января 2007; 21 июня 2008 — 27 декабря 2008)

### 2003
- Близнецы Крамп (8 февраля 2003 — 19 августа 2006)
- Мутанты черепашки ниндзя. Новые приключения! (8 февраля 2003 — 6 сентября 2008)
- Назад в будущее (9 марта 2003 — 30 августа, 2003) (перезапущен CBS Kids)
- Funky Cops (23 августа 2003 — 23 января 2008) (на ТВ завершён в 2004 году)
- Соник Икс (23 августа 2003 — 3 июня 2006; 5 мая 2007 — 27 декабря 2008) (Сейчас на Vortexx)
- Cubix: Robots for Everyone (30 августа 2003 — 12 июня 2004) (Сейчас на Vortexx)
- Шаман Кинг (30 августа 2003 — 3 сентября 2005)
- Братья Марио (6 сентября 2003 — 27 декабря 2008)  (Сейчас на Cartoon Network)
- Pirate Islands (2003)
- WMAC Masters (2003) (продан другим вещателям)

### 2004
- Клуб Винкс: Школа волшебниц (22 мая 2004 — 27 декабря 2008)
- 3-2-1 Penguins! (Лето 2004) (перезапущен на direct-to-video) (Сейчас на Qubo)
- F-Zero GP Legend (4 сентября 2004 — 5 марта 2005)
- Incredible Crash Dummies (частями) (2004—2005)
- One Piece (18 сентября, 2004 — 11 февраля, 2006)
- Cabbage Patch Kids (телесериал) (2004) (Один эпизод шёл в рамках рекламы.)

### 2005
- Mew Mew Power (19 февраля 2005 — 22 июля 2006)[10]
- Magical DoReMi (13 августа 2005 — 2 мая 2008) (на ТВ завершён в 2006 году)
- Bratz (20 августа 2005 — 7 апреля 2007)
- G.I. Joe: Sigma 6 (27 августа 2005 — 30 декабря 2006)
- Alien Racers (2005)

### 2006
- Teenage Mutant Ninja Turtles: Fast Forward (29 июля 2006 — 27 декабря 2008)
- Viva Piñata (26 августа, 2006 — 2 августа 2008)
- Yu-Gi-Oh! (2 сентября 2006 — 25 августа 2007) (Сейчас en:Vortexx)
- Yu-Gi-Oh! Capsule Monsters (9 сентября 2006 — 25 ноября 2006)
- Chaotic (7 октября 2006 — 14 июня 2008)

### 2007
- Di-Gata Defenders (28 июля 2007 — 27 декабря 2008)
- Yu-Gi-Oh! GX (1 сентября 2007 — 14 июня 2008)
- Dinosaur King (8 сентября 2007 — 6 сентября 2008)
- The Adrenaline Project (29 сентября 2007 — 5 апреля 2008)

### 2008
- Biker Mice from Mars (9 августа 2008 — 27 декабря 2008)
- Chaotic: M’arrillian Invasion (13 сентября 2008 — 27 декабря 2008)

## 4KidsTV.com

### Онлайн Сеть
4Kids запустил свой онлайн-видеоплеер на своём веб-сайте 8 сентября 2007 года, на котором находился контент канала. Тем не менее он был обновлён 25 сентября 2008 года, на тот момент он находился в стадии тестирования. В рекламе говорилось, что 4Kids TV будет транслироваться онлайн, начиная с января 2009 года. Это означает, что в видеоплеере будет достигнут «положительный эффект», но всё это ещё было на стадии тестирования. Тем не менее 4Kids удалось увеличить скорость, зритель может её регулировать в видеоплеере. 9 сентября 2009 года плеер вышел из бета-тестирования и был снова обновлён. 2 ноября 2012 года онлайн-сеть закрыта.

### Онлайн Программы
Транслируется на настоящий момент
| Шоу           | Выпущено эпизодов | Примечания   |
| ------------- | ----------------- | ------------ |
| Dinosaur King | Эпизоды 1-79      | Полные серии |

### Другие функции сайта

#### Поделки из бумаги
На сайте 4Kids TV находилась секция «Papercraft», где поклонники могли распечатывать тематические закладки для книг или делать бумажные поделки персонажей и аксессуаров шоу 4Kids
| Шоу                                          | Персонаж(и) |
| -------------------------------------------- | --- |
| Chaotic                                      | Chaor, Maxxor, H’earring, Intress (с англ. — « Каор, Максор, Хёринг, Интресс») |
| Dinosaur King                                | Chomp, Max (с англ. — « Чомп, Макс») |
| GoGoRiki (Смешарики)                         | Ottoriki, Pogoriki, Rosariki, Docoriki (с англ. — «Пин, Крош, Нюша, Лосяш») |
| Huntik: Secrets & Seekers                    | Dante Vale, Sophie Casterwill, Zhalia Moon, Lok Lambert (с англ. — «неточн. Данте Вале, Софи Кастервил, Жалия Мун, Лок Ламберт»)                                                                                                |
| Kamen Rider: Dragon Knight                   | Kamen Rider Dragon Knight, Kamen Rider Wing Knight, Kamen Rider Torque, Kamen Rider Strike (с англ. — «неточн. Гонщик Камен - Драконовый Рыцарь, Гонщик Камен - Крылатый Рыцарь, Гонщик Камен - Кручёный, Гонщик Камен - Удар») |
| Kirby: Right Back at Ya!                     | Кирби, Тифф и Тафф, Мета-Рыцарь, Король ДиДиДи |
| Соник Икс                                    | Соник, Тейлз, Наклз, Эми, Доктор Эггман, Руж |
| Мутанты черепашки ниндзя. Новые приключения! | Микеланджело, Рафаэль, Донателло, Леонардо, Сплинтер, Кэйси Джонс, Шреддер, Клан большой ноги |

#### Коллекция марок
Новые марки появляются на сайте каждый день. Их можно использовать как украшение для книги. Бонусные марки вручаются за сбор остальных, обычных марок, в зависимости от шоу. Ниже приведены несколько примеров
| Шоу                                        | Марки |
| ------------------------------------------ | --- |
| Dragon Ball Z Kai                          | Goku, Gohan, Krillin, Piccolo, Bulma, Shenron (с англ. — «Гоку, Гохан, Криллин, Пикколо, Шенрон») |
| Kamen Rider: Dragon Knight                 | Kit Taylor, Kamen Rider Dragon Knight, Len, Kamen Rider Wing Knight, Kase, Kamen Rider Siren, Xaviax (bonus) (с англ. — «Кит Тейлор, Рыцарь Камен - Драконовый Рыцарь, Лен, Рыцарь Камен - Крылатый Рыцарь, Кейз, Рыцарь Камен - Сирена, Ксавиакс (бонус)») |
| Kirby: Right Back at Ya!                   | Эскаргун, Фалала, Фололо, Кирби, Король ДиДиДи, Леди Лайк, Мета-Рыцарь, Сэр Эбрум, Тифф, Тафф, Уоддл Ди, Бонус Кирби! (бонус) |
| Соник Икс                                  | Эми, Кот Биг, Чиз, Крис, Крим, Эггман, Наклз, Руж, Шэдоу, Соник, Тейлз, Логотип Соник Икс (бонус) |
| Teenage Mutant Ninja Turtles: Fast Forward | Бишоп, Коди, Донателло, Ховершелл, Леонардо, Микеланджело, Рафаэль, Серлинг, Сплинтер, Старли, Танк, The TMNT (бонус) |
| Viva Piñata                                | Paulie Pretztail and Fergy Fudgehog (с англ. — «Поули Претзтайл и Ферги Фуджехог») |
| Клуб Винкс                                 | Амур, Блум, Чатта, Флора, Лейла, Локетт, Муза, Пифф, Стелла, Текна, Тьюн, Диджит (бонус) |

#### Покрытие
- Biker Mice from Mars
- Chaotic
- Chaotic: M'arillian Invasion
- Cubix: Robots for Everyone
- Di-Gata Defenders
- Dinosaur King
- Fighting Foodons
- Funky Cops
- GoGoRiki
- Kamen Rider: Dragon Knight
- Kirby: Right Back at Ya!
- Magical DoReMi
- Monster Jam
- Пат и Стэнли (англ. Pat et Stanley)
- Покемон
- Polar Krush
- Skunk Fu!
- Соник Икс
- Мутанты черепашки ниндзя. Новые приключения!
- Teenage Mutant Ninja Turtles: Back to the Sewer
- Teenage Mutant Ninja Turtles: Fast Forward
- The Adrenaline Project
- Новые приключения Человека-паука
- Viva Piñata
- Клуб Винкс: Школа волшебниц
- Yu-Gi-Oh!
- Yu-Gi-Oh! 5D's
- Yu-Gi-Oh! GX

## Отношения с Fox и сторонними компаниями
Утренний блок был достаточно необычным решением для сети Fox. Программирование произведено для Fox и предложено для его филиалов. Они имели право отказаться от данной продукции. В случаях если филиал Fox является и владельцем и оператором, он предпочитает не транслировать блок 4Kids TV, поскольку на них транслировались блоки других каналов. Отчасти это было и из-за того, что 4Kids закрыл свой блок в 2008 году, освободив эфирное время для 90 % филиалов Fox.
Большинство телевизионных программ 4Kids не отвечает критериям, позволяющим квалифицировать программу как «образовательную» и не достигает суммарно 3 часа в неделю — обязательная квота для образовательных детских программ. Исключением являлись проекты Клуб Винкс: Школа волшебниц, The Adrenaline Project, Magical DoReMi, Звёздные врата: Бесконечность, перезапущенный мультсериал Назад в будущее и Cubix (почему это предложение не было реализовано и эти шоу не транслировались в эфире в любой момент времени — неизвестно)

### Рынки, на которых 4KidsTV не работал
- Бирмингем (Алабама) — WBRC Филиал Fox
- Гринсборо (Северная Каролина) — WGHP Филиал Fox
- Гринвуд (Миссисипи) — WABG-DT2 Филиал Fox (подканал не начинал вещание до 4 вечера по субботам или ранее, если запланированы спортивные трансляции)

### Рынки, где 4Kids TV работал как партнёрская сеть MyNetworkTV
- Чикаго — WFLD Fox ВиТ[11], WPWR-TV MyNetworkTV ВиТ(FTSG duopoly) (бывший UPN)
- Майами — WSVN Филиал Fox, WBFS-TV Филиал MyNetworkTV (бывший UPN)
- Портленд (Орегон) — KPTV Филиал Fox, KPDX Филиал MyNetworkTV (Meredith duopoly) (бывший UPN)
- Тусон — KMSB-TV Филиал Fox, KTTU Филиал MyNetworkTV (Belo duopoly[12]) (бывший UPN)
- Детройт — WJBK Fox ВиТ, WMYD Филиал MyNetworkTV (Транслировал 4Kids TV по воскресениям) (бывший WB)
- Даллас — KDFW Fox ВиТ, KDFI MyNetworkTV ВиТ (FTSG duopoly) (ранее независимый)
- Миннеаполис (Сент-Пол), KMSP-TV Fox ВиТ, WFTC MyNetworkTV ВиТ (FTSG duopoly) (бывший UPN)
- Сан-Антонио — KABB Филиал Fox, KMYS Филиал MyNetworkTV (Sinclair duopoly) (бывший WB, на данный момент станция перешла CW)

### Рынки, где 4Kids TV работал как партнёрская сеть The CW
Примечание: На филиалах CW 4Kids TV транслировался по воскресеньям, поскольку по субботам транслировался блок CW4Kids, как в случае с WUPA, Филиалом CW в Атланте (которые транслировали CW4Kids по воскресениям, потому что в субботу шли другие программы)
- Атланта -WAGA-TV Филиал Fox, WUPA Филиал The CW (бывший UPN) (станция перешла CW Network)
- Кливленд — WJW-TV Филиал Fox, WBNX-TV Филиал The CW (бывштй WB)
- Фресно — KMPH Филиал Fox, KFRE-TV Филиал The CW (Pappas duopoly) (бывший WB)
- Финикс — KSAZ Fox ВиТ, KASW Филиал The CW (бывший WB)
- Омаха — KPTM Филиал Fox, KXVO Филиал The CW (Pappas duopoly) (Бывший WB)

#### Станции New World и 4Kids TV
Здание было построено ещё во времена Fox Kids, Fox приобрела его у компании New World Communications, как правило не для трансляции 4Kids TV, На некоторых рынках New World, 4Kids TV не транслировался на любой станции. В большинстве из этих рынков блок транслировали независимые компании — филиалы MyNetworkTV и CW. Исключением был штат Сент-Луис, где на KTVI шла трансляция 4Kids TV (на 2 часа раньше — с 5:00)

#### KTVK и KASW
KASW появился в сентябре 1995 года на 61 канале. Первоначально канал был собственностью семейства Брукс и они сразу обеспечили местное маркетинговое соглашение с MAC America Communications, владельцем KTVK. KTVK купил всё время вещания на станции для запуска, но на момент запуска оказалось, что некоторые шоу не вписываются в формат программы передач. Филиалы The WB также пошли от
KTVK в KASW. Станция транслировала мультфильмы, мультфильмы Kids' WB!, премьерные показы шоу WB Television Network, классические и современные ситкомы, старые фильмы и в конечном счёте блок Fox Kids в конце 1996 года
KNXV официально стал филиалом ABC в Финиксе в январе 1995 года. и KTVK номинально стал филиалом рынка WB. Впрочем, он показывал лишь программы WB в субботу вечером, так что по сути, это независимые станции. Он также транслировал Fox Kids в начале второй половины дня и в выходные утром около года, станция транслировала шоу Колесо Фортуны, Jeopardy!, Звёздный путь: Следующее поколение и несколько не сетевых ситкомов в прайм-тайм.
KTVK принадлежал огромный перечень программ, но их не хватало на дневной эфир для трансляции даже после ухода ABC. Таким образом, семейство Брукс запустила в сентябре новую станцию — KASW, KTVK сразу вступила в местное маркетинговое соглашение с новой станцией. KASW являлся филиалом WB и KTVK купил весь день трансляции трансляции для новой станции. Он позднее восстановлен в новостных блоках в субботу утром.
По иронии судьбы с 2001 года Fox принадлежит KSAZ, Fox 10 — KUTP My 45 (известный как UPN 45). Предполагалось, что 4Kids TV будет транслироваться на канале Fox 45, но на ней транслируется другой блок. Поэтому канал остался на KASW

### Рынки, где 4Kids TV транслировалась как независимая компания
- Остин (Техас) — KTBC Филиал Fox ВиТ, Независимый K13VC (транслировался только FoxBox с 9/14/02 до 3/29/03, в этот день прекратилась трансляция)
- Канзас-Сити (Миссури) — WDAF-TV Филиал Fox, KMCI Независимый (38 место) (по субботам в 8 утра)
- Милуоки — WITI Филиал Fox, WMLW-CA Независимый (по воскресеньям в 8 утра)
- Тампа — WTVT Fox ВиТ, WMOR-TV Независимый (по воскресеньям в 8 утра)